# Knautia trachytica
Knautia trachytica är en tvåhjärtbladig växtart som beskrevs av Chassagne och Szabo. Knautia trachytica ingår i släktet åkerväddar, och familjen Dipsacaceae. Inga underarter finns listade i Catalogue of Life.